# Río Jama
Der Río Jama ist ein etwa 110 km langer Zufluss des Pazifischen Ozeans in der Provinz Manabí in der nordwestlichen Küstenregion Ecuadors.

## Flusslauf
Der Río Jama entspringt in der Cordillera Costanera 40 km landeinwärts von der Pazifikküste. Er fließt anfangs 40 km in überwiegend südwestlicher Richtung. Bei Flusskilometer 70 liegt die Ortschaft Eloy Alfaro. Dort mündet der Río Yescas von links kommend in den Fluss. Der Río Jama wendet sich anschließend nach Nordwesten. Bei Flusskilometer 15 trifft der Río Mariano von Süden kommend auf den Río Jama. Die Fernstraße E15 (Troncal del Pacífico) überquert den Río Jama bei Flusskilometer 10. 500 m flussabwärts befindet sich ein Wehr am Río Jama. Am rechten Flussufer liegt die Kleinstadt Jama. Der Río Jama mündet schließlich nordwestlich von Jama in den Pazifischen Ozean. Der Río Jama weist entlang seinem gesamten Flusslauf zahlreiche Flussschlingen auf.

## Hydrologie
Der Río Jama entwässert ein Areal von 2095 km². Der durchschnittliche Jahresniederschlag im Einzugsgebiet liegt bei 821 mm.